# Zelotes uquathus
Zelotes uquathus är en spindelart som beskrevs av FitzPatrick 2007. Zelotes uquathus ingår i släktet Zelotes och familjen plattbuksspindlar. Inga underarter finns listade i Catalogue of Life.